# Fiat Prêmio
O Prêmio é um Sedan compacto da Fiat, derivado do Uno e lançado no Brasil no ano de 1985, para substituir o Oggi. Foi um modelo de vendas tímidas no Brasil, assim como a Fiat Elba, mas campeão de vendas na Argentina, onde era vendido como Fiat Duna. O Prêmio também foi exportado para a Europa como Duna e Duna Weekend (Elba). No Brasil, após o veículo sair de linha, continuou através da importação, quando passou a ser denominado também de Fiat Duna.
Se destacava pelo bom aproveitamento do espaço interno (graças às suas formas quadradas), bem como por ter sido o Sedan com maior capacidade de porta-malas vendido no Brasil até então, assim como a facilidade de retirar e colocar bagagens no compartimento de carga, devido à tampa traseira que tinha abertura até a base superior do para-choque traseiro e não até a altura das lanternas traseiras, como seus concorrente diretos: Chevrolet Chevette, Ford Verona e VW Voyage.
O nome Prêmio foi contestado pela Monark, fábrica de bicicletas da época no Brasil. Acontece que esse contestamento virou uma disputa judicial dando vitória para Monark. Em acordo a Fiat pediu a Monark que não tirasse o direito de usar o nome Prêmio durante um período, já que o carro já estava com muitas vendas feitas e bem aceito pelo mercado nacional. A Monark então aceitou e o acordo foi o fornecimento, sem custos, de carros Fiat para frota da Monark. Quando o prazo do acordou se encerrou a Fiat deixou de usar o nome Prêmio passando a comercializar o carro no Brasil com o nome original Argentino Duna, mas pouco tempo depois saiu de linha para entrar no lugar o Siena, versão Sedan do Palio

## Prêmios
O Prêmio foi eleito pela Revista Autoesporte o Carro do Ano de 1986.

## História

### Nascimento
A Fiat, presente na América do Sul desde 1976, quando a fábrica de Betim dedicada à produção do  147, uma versão reforçada do  127 foi inaugurada (uma disposição feita necessária a fim de lidar melhor com as estradas irregulares da América Latina). Posteriormente importado também na Europa (127 Rustica) junto com suas evoluções ( Spazio, conhecido como 127 unificado na Itália) e variantes familiares (Fiat 147 Panorama) e comerciais (Fiorino), estavam no primeiro a ter que renovar sua gama de modelos.
Como primeiro passo, decidiu-se começar a construir o novo Uno a partir de 1984, lançado com sucesso no ano anterior na Europa. Isso também foi revisado como aconteceu com o 147 com o qual compartilha soluções diferentes na configuração: as suspensões dianteiras são clássicas de MacPherson com molas deslocadas enquanto as traseiras têm braços transversais inferiores unidos por uma mola de lâmina que também realiza o anti-roll função. Esteticamente, porém, o carro permaneceu inalterado, exceto pelo capô e pelos pára-lamas dianteiros de diferentes formatos, solução adotada para obter mais espaço tanto no compartimento do motor, agora suficiente para acomodar até mesmo o estepe, quanto na parte inferior traseira que, agora sem compartimento para a roda sobressalente, pode acomodar um tanque maior e mais espaçoso montado em uma posição mais alta em relação ao solo. Internamente, foram adotados tecidos muito mais resistentes e duráveis do que os modelos italianos.
O Uno também foi recebido na Itália com grande sucesso (nesta forma particular construída no Brasil ele também será conhecido na Europa em 1989 graças à importação do acabamento CS, intermediário entre a base e o topo de gama, como um modelo econômico alternativa ao Uno).
Em Torino decidiu-se, portanto, para uma economia considerável de design e escala, criar um novo modelo a partir do recém-nascido Uno, podendo assim usar as mesmas linhas de montagem brasileiras sem criar ou importar novas da Itália para outro modelo totalmente diferente, também compartilhando quase todas as peças de reposição. Assim, após alguns meses de experimentação e teste estilístico, em 1985 o Prêmio estava pronto para estrear.
É essencialmente um Uno com uma janela traseira mais curva e uma "cauda" sem precedentes envolta em um novo para-choque envolvente, espaço para os passageiros sentados no banco traseiro (montado alguns centímetros atrás do Uno e equipado com um mais largo encosto que envolve os arcos das rodas) e um porta-malas de 503 litros, tudo isso mantendo a mesma distância entre eixos do Uno.
Inicialmente, ele estava disponível apenas com uma carroceria de 2 portas e nos mesmos níveis de acabamento do Uno:
- S  (modelo básico, motor 1300  cm³ gasolina] ou  álcool de 60  HP, mudar para 4 marchas com quinta opção);
- CS  (motor 1500 cm³ a gasolina ou álcool de 70 HP, caixa de velocidades padrão de 5 velocidades).

O carro logo provou fazer muito sucesso, tanto que em 1986 ganhou o título de "Carro do Ano" concedido pela revista Auto Esporte.
No mesmo ano, seria lançada a Fiat Elba (ou Fiat Duna Weekend, em Portugal), com carroceria familiar, perua, equipada com uma soleira de carga muito prática ao nível do piso, para venda nas mesmas configurações. Isso levou à criação da nova família de carros FIAT, a chamada família Uno, que poderia atender as necessidades de cada cliente, sem se desviar do projeto original 146. Posteriormente chegariam a Fiat Fiorino Pick-up e o Fiat Fiorino Furgão de segunda geração, todos derivados do Uno.
Em 1987, dado o sucesso de vendas, foi introduzido o acabamento CSL (Comfort Super Lusso) para ambos, inserido como topo de gama: incluía uma nova conformação de 4 portas (com um "corte" que projectava a linha do capô frontal nas laterais), um novo painel de instrumentos (claramente inspirado no Opel Ascona C) com relógio analógico no painel de instrumentos, pilares internos revestidos de plástico, estofamento e sótão (não mais capa dura) de qualidade, vidro traseiro aquecido (o Elba com limpa-vidros traseiro) e um conjunto de frisos cromados nos para-choques e vedações dos vidros. Opcionalmente disponível o tacômetro no lugar do relógio, substituído por outro em formato digital integrado em um espelho retrovisor interno diferente que também possui uma luz de cortesia ajustável, vidros elétricos dianteiros, travamento central e controle de cheque (instrumento eletrônico que sinaliza falhas nas luzes externas e no fechamento incorreto das portas).

### Importação Européia
Foi neste momento que a FIAT, então dirigida por Vittorio Ghidella e certa do sucesso desses carros na América do Sul, resolveu importar os novos  Prêmio CSL  e  Elba CSL  para a Europa, revisão da mecânica de acordo com os regulamentos fiscais locais para a tributação dos veículos motorizados. No entanto, como o projeto original não incluía o novo painel adaptado para volante à direita, os carros nunca foram importados para Reino Unido, Irlanda e  República de Malta.
Os carros estrearam na Itália em 23 de janeiro de 1987 e foram renomeados, para o mercado argentino, em  Duna  a versão sedan e em  Duna Weekend  a variante familiar. A encenação foi inédita, baseada no já citado  CSL  brasileiro. A carroceria de 2 portas (ou 3 portas na versão  Weekend ) não estava disponível, nem era possível escolher a cor e textura do estofamento que dependia apenas de combinações pré-definidas com a cor escolhida para a pintura.
O motor de 1116 cm³ não deve ser confundido com os 1116 cm³ do  128 enquanto que o de 1301 cm³ é diferente daquele, de cilindrada idêntica, montado em outros carros FIAT europeus da época ( Ritmo, Regata e Uno). Todos os motores Duna de fato pertenciam à série "Brasile", que também incluía o 1049 cm³, montado na Europa no Fiat 127 e Autobianchi Y10, e o 994 cm³ montado em algumas versões do Uno Segunda série europeia (Tendência, Iniciar). É um eixo aéreo único e robusto com distribuição por correia dentada; o distribuidor, a bomba de combustível, o motor de partida e o alternador estão posicionados atrás, enquanto o carburador e o coletor de admissão são posicionados na frente. As câmaras de combustão têm formato de "cuba" e os suportes principais são 5. Todas as versões possuíam a caixa padrão de 5 velocidades.
Já o motor a Diesel de 1697 cm³ é o mesmo montado nos modelos Ritmo, Regata e Uno e representa uma novidade, visto que no Brasil naquela época não existia motor diesel disponível nesses carros.

### Desenvolvimento posterior
A partir do mesmo ano, foram construídos dois novos veículos comerciais baseados na versão básica do Elba, novamente no Brasil que, adotando o clássico painel Uno também disponível para mercados com volante à direita desde 1983, desta vez foram disponibilizados para o mundo todo. São o novo Fiorino (importado para a Europa de 1988 a 2000) e o Fiat Penny (ou Citivan no mercado britânico), um Elba S básico, portanto, com apenas 3 portas, sem banco traseiro, com painéis em chapa soldada no lugar dos vidros traseiros e uma antepara fixa divisória entre o habitáculo e o amplo e totalmente plano piso de carga criado. O resultado foi uma van prática com um nome que segue o costume da FIAT na moeda de atribuição nomes para sua gama de veículos comerciais.
No início de 1989, foi realizada uma ligeira remodelagem comum ao sedã e ao carro familiar: novas faixas de pára-choque em plástico preto foram introduzidas nas laterais, pára-choques levemente modificados, coberturas de roda diferentes, pilares pintados em preto fosco, grade pintada no mesma cor da carroceria, faróis traseiros da nova cor esfumada e algumas mudanças detalhadas no interior. O sedã também foi equipado com uma moldura de plástico preto que conectava os feixes de luz traseiros: além de renovar a estética, também servia como uma conveniente alça para abrir o porta-malas, ausente na versão anterior. A gama renovada eliminou o 60 Weekend e o sedan a diesel DS da lista.
Em agosto do mesmo ano, o Duna SCX (Super Comfort eXtreme) foi apresentado em uma edição limitada de 500 peças apenas para o mercado argentino, resultado de uma colaboração com a IAVA. Única versão esportiva de toda a família, estava equipada com motor Sevel 1500 cm³ com 90 HP a 5600 rpm, novas rodas de liga leve específicas, volante esportivo dedicado, inserto pintado de vermelho nas laterais, novos para-choques (incluindo spoiler dianteiro e luzes de nevoeiro) e spoiler traseiro no porta-malas. Vários modelos competiram por alguns anos em um campeonato local de marca única.
Nesse ínterim, a Federação Internacional do Automóvel, submeteu o Duna a um teste de confiabilidade muito difícil: 25.000 quilômetros, a serem percorridos a toda velocidade, no autódromo de Rafaela, na Argentina. Os três modelos testados e suas tripulações, auxiliadas por uma equipe de mecânicos que trabalharam por uma semana trocando pneus e fluidos em intervalos regulares, passaram no teste em 170 horas, 44 minutos e 34 segundos, a uma média de 146 km / he com um consumo médio de 13,31 l / 100 km

### Fim das vendas na Europa e os modelos Innocenti
Apesar de tudo, em julho de 1991, devido a números de vendas insatisfatórios da versão sedan no mercado europeu, o Duna e seus modelos derivados (com exceção do Fiorino) foram retirados das listas de gama da Fiat. A produção continuou com sucesso no mercado sul-americano (no Brasil até 1994) com novos acessórios e mais duas reestilizações.
A primeira, que aconteceu no mesmo ano, apresentou uma nova frente com grupos óticos menores enquanto o painel do Uno foi montado internamente na segunda série europeia, modificações comuns a toda a gama FIAT derivadas do projeto 146 e, portanto, também adotadas pelo  Fiorino  e pelas versões mais ricas do Uno local que entretanto mudou de nome para Mille. Aqui o  Elba voltou a ser importado para a Europa, desta vez com o nome original, mas com a marca Innocenti (de propriedade do  Grupo FIAT desde 1990]), juntamente com o Mille, novamente proposto por Innocenti como uma alternativa econômica para Punto. O Penny também voltou, desta vez com o nome de Elba Van e com as janelas traseiras restauradas. As duas versões do Elba permanecerão no mercado na Europa até 1997.
Em 1994, com vendas em baixa, a Fiat cessou a fabricação do Prêmio no Brasil e o modelo passou a ser importado da Argentina, com nome de Duna, por mais de 01 ano e sem quaisquer alterações visual e mecânica, quando sua venda foi encerrada. Na Argentina, foi fabricado até o ano 2000. Foi substituído no mercado brasileiro pelo Fiat Siena.

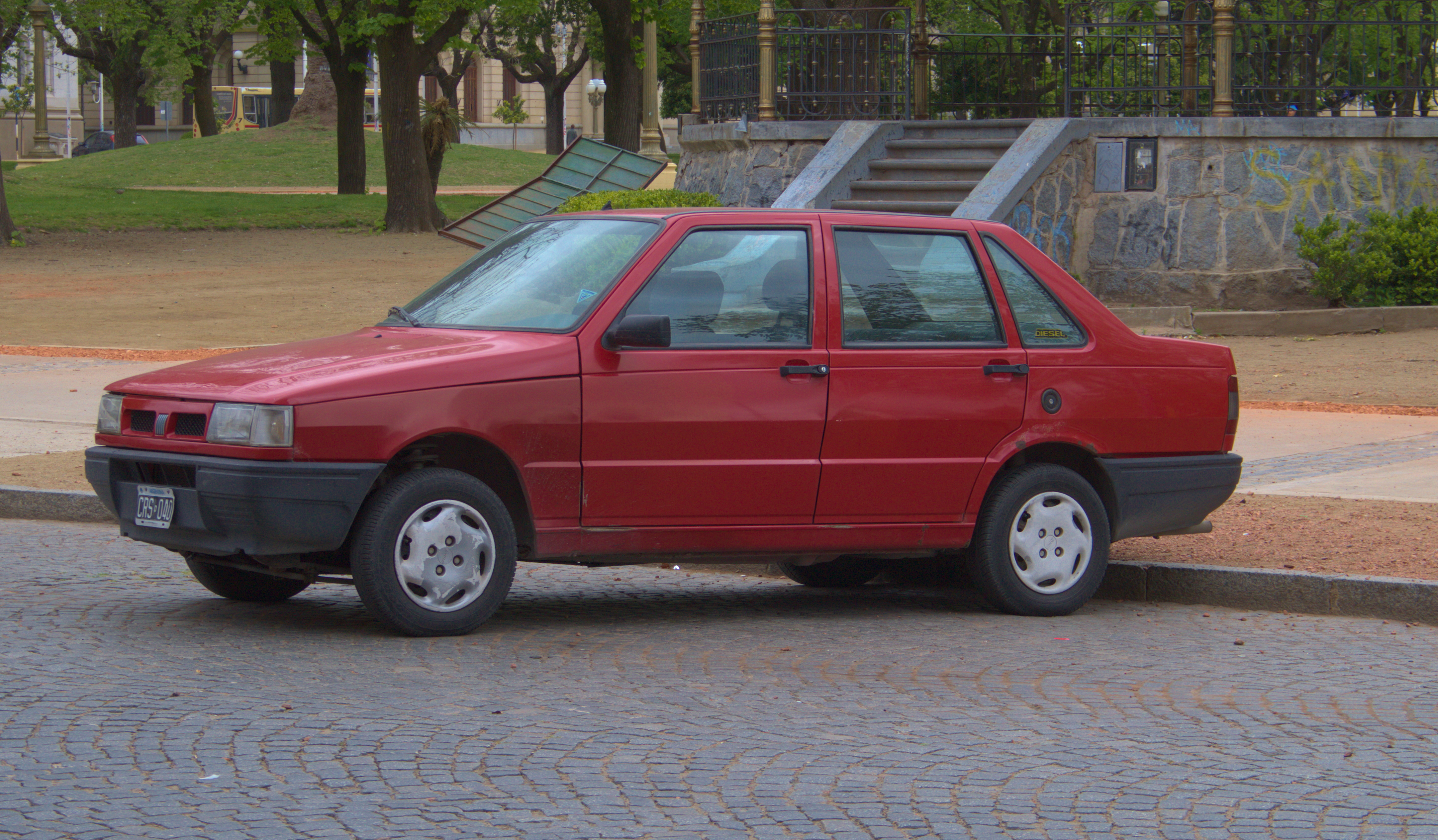
Fiat Duna de 1996 a 2000

A segunda reestilização, que jamais chegou ao mercado brasileiro ou português, ocorreu em 1996, desta vez versando apenas sobre a traseira da versão sedan, uma vez que a versão perua foi descontinuada com a chegada da Fiat Palio Weekend, os faróis do sedan foram modificados com a eliminação dos espaços ocupados pelas laternas traseiras de nevoeiro, o que não era uma obrigação na legislação Argentina. Eles foram substituídos por uma tira de plástico pintada na mesma cor do carro (um pouco como o que aconteceu com a frente no restyling anterior). O resultado é uma linha mais leve, em alguns aspectos semelhante à do  Tempra. Nesta forma definitiva o  Duna  foi produzido na Argentina até 30 de dezembro 2000.

## Versões

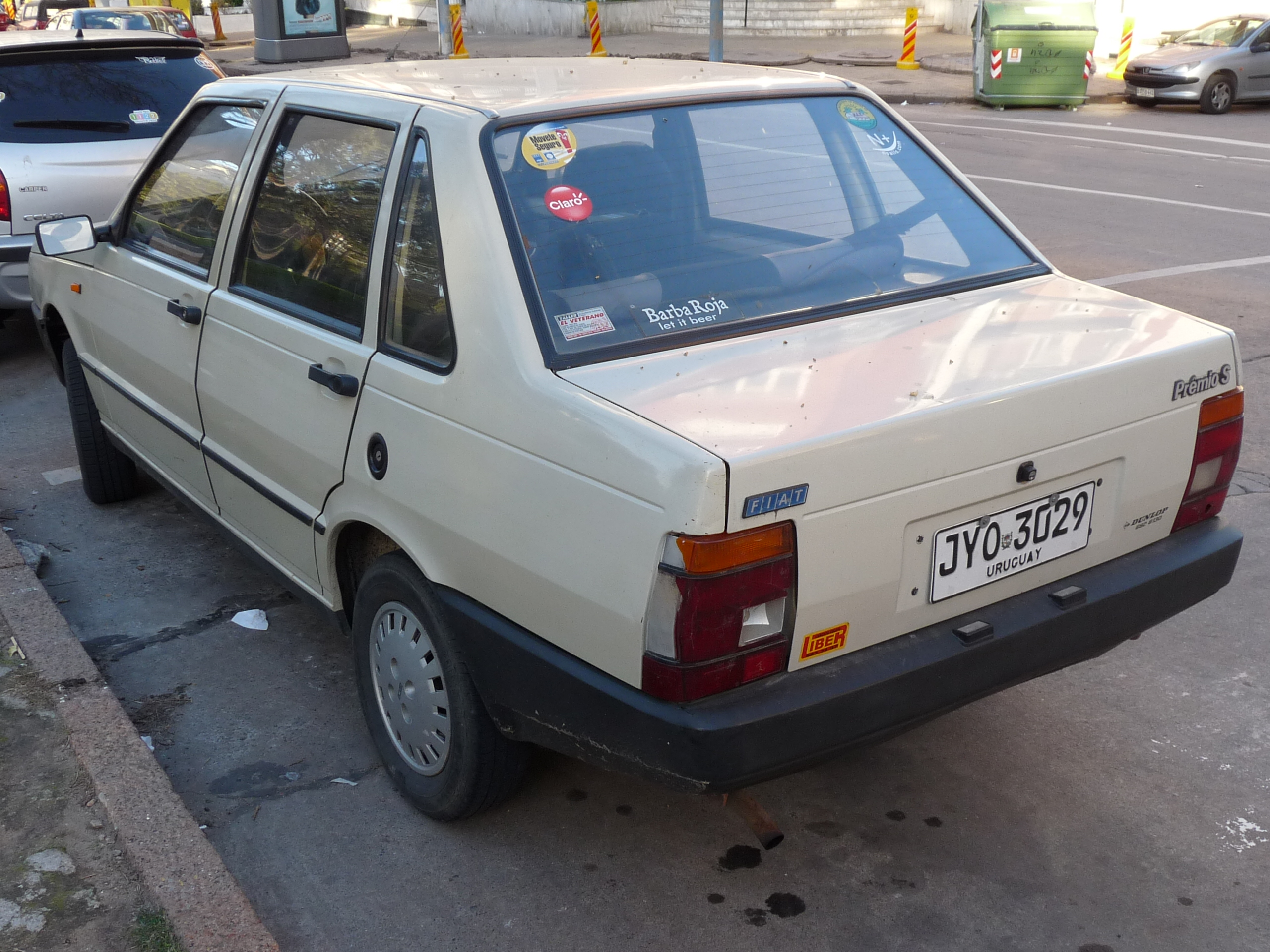
Fiat Prêmio (visão da traseira)

- S
- SL
- CS
- CSL

## Linha do Tempo
- 1985: Início, modelo S 1300 cc ainda 4 marchas, 5 marchas opcional.
- 1985: Início, modelo CS 1500 cc (Sevel) já com 5 marchas.
- 1986: Versão CS 1300 cc.
- 1987: Versão S 1300 cc 4 portas, versão CSL 1500 cc 4 portas.
- 1988: Fim da Versão CS 1300 cc.
- 1989: Versão SL 1300 cc (Fiasa) 4 portas, em substituição à versão S 4 portas.
- 1990: Versões CS, SL e CSL 1600 cc (Sevel).
- 1991: Nova frente. Motor 1500 cc (Fiasa), em substituição ao 1300 cc.
- 1993: Motores passam a ser equipados com injeção eletrônica i.e monoponto. Fim dos modelos 2 portas. SL renomeado para CS.
- 1994: Fim da produção no Brasil.
- 1995: Passou a ser importado da Argentina, sem nenhuma modificação, somente com motor Sevel 1.6.
- 2000: Fim da produção na Argentina.